# ヘルニキ族

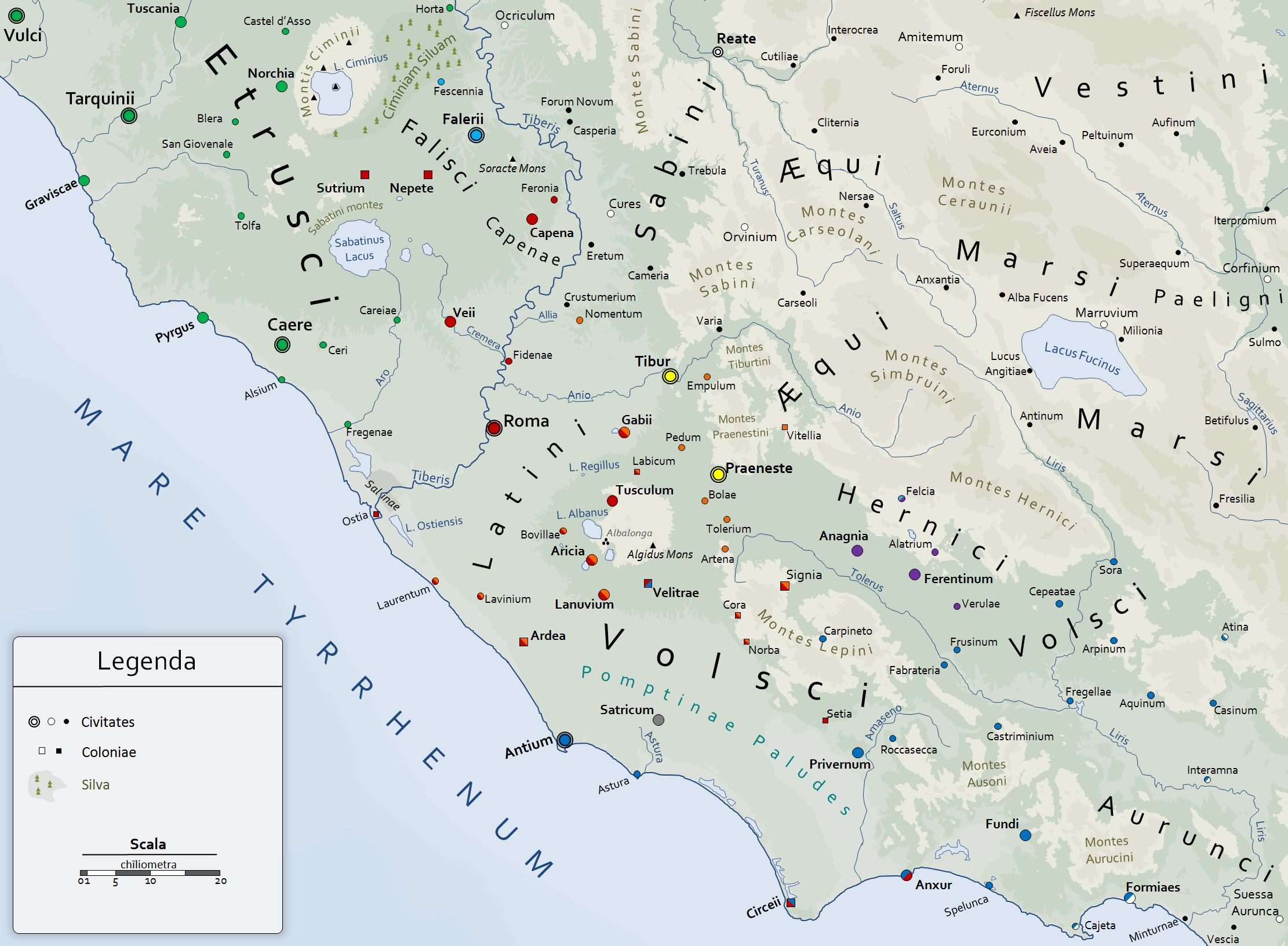
紀元前358年頃のローマ周辺地図。中央右にヘルニキ

ヘルニキ族（ラテン語: Hernici; 英: Hernican）は、古代のイタリア半島中部、ラティウム地方の内陸部に居住していた民族。

## 名称
サムニウム人と同系で、ヘルニキは岩石を意味するオスク語に由来している。

## 歴史
アレトリウム（Aletrium、現在のアラトリ）、フェレンテヌム（Ferentinum、フェレンティーノ）、ウェルラエ（Verulae、ヴェーロリ）、アナグニア（Anagnia、アナーニ）等の都市を建設し、都市同士で連合を組むようになった。紀元前486年ごろにはローマ（共和政ローマ）の執政官スプリウス・カッシウス・ウェケッリヌスの調停によって攻守同盟を締結し、その領土の一部をローマに割譲した。
紀元前358年にこの条約は更新されたが、その後敵対し、紀元前306年、ローマの執政官クィントゥス・マルキウス・トレムルスに征服された。後にローマ市民権を与えられ、ラテン語を解するようになった。